# آدم جينينغز
آدم جينينغز (بالإنجليزية: Adam Jennings)‏ هو لاعب كرة قدم أمريكية أمريكي، ولد في 17 نوفمبر 1982 في Granite Bay, California ‏ في الولايات المتحدة.

## وصلات خارجية
- آدم جينينغز على موقع مرجع كرة القدم المحترفة.كوم (الإنجليزية)